# ダルウィノプテルス
ダルウィノプテルス（学名：Darwinopterus）は、ジュラ紀（約1億6000万年前）の中国北東部周辺に生息していた小型の翼竜。

## 概要
1989年、中国遼寧省建昌県において中生代の湖底を発掘中に20体を超える化石が出土し、研究によって2009年に新種の翼竜であると報告された。
子孫である翼竜ケツァルコアトルスと同様に大きな頭部をもっているが、ケツァルコアトルスと比べてランフォリンクスのように尾は非常に長く、体のほかの部分についてもジュラ紀以前に生息していた数種の翼竜の特徴をあわせもっている。このことは、中生代初期には小型だった翼竜が後期に至るにつれて巨大化していった進化の空白過程を埋める、大きな発見となった。
ダルウィノプテルスという学名は「ダーウィンの翼」を意味し、チャールズ・ダーウィン生誕200周年と著作の『種の起源』出版150周年を記念して、発掘と記載を行った中国地質科学院地学研究所の呂君昌とイギリス・レスター大学のデイビッド・アンウィンらによって新属新種として命名された。

## 体格
化石の研究から、ダルウィノプテルスは現生のカラスとほぼ同様の大きさの翼竜であることがわかっている。そのほか、鋭い歯と長い顎をもっており、ほかの翼竜と同様に肉食で、現生のタカなどの猛禽類と同じ方法を用い、飛び立ったばかりの小動物を狙って捕食していた可能性が高いとされる。また、地上での動きは鈍かったと推測されている。

## 生態
2011年1月、中国地質科学院地学研究所の呂君昌とイギリス・レスター大学のデイビッド・アンウィンらの研究チームがダルウィノプテルスの雌とその卵が並んだ化石を発見し、この化石の研究から新たな2つのことが判明したと発表した。
1つは、翼竜の卵の殻は現生鳥類のように固い殻ではなく、爬虫類と同じように柔らかい殻をもっていたことである。子育てについても孵化したヒナを育てる鳥類とちがい、卵を産んだ後はまったく関与せず、孵化してまもなく独り立ちするワニやカメなどと同じ（爬虫類の）習性をもっていた可能性が高いことがわかった。
もう1つは、翼竜の性別が見分けられるようになったことである。今まで発見された翼竜化石の頭部にはトサカの存在する個体と存在しない個体があった。それが性別による差異らしいということはわかったが、どちらが雄でどちらが雌かの区別までは明確な根拠が無く、不明だった。今回発見された化石は、飛行中に何らかの原因で翼を負傷して墜落した個体であることがわかっており、卵はその際に体外へ排出されたものと推測されている。この化石には頭部にトサカが存在せず、これによってトサカをもつのは雄個体だけであることがわかった。トサカ自体の主な役割は、威嚇や求愛といった仲間とのコミュニケーションに用いられていたと考えられ、他の翼竜についてもほぼ同様とみられている
。